# Râul Valea cu Apă, Valea Brusturetului
Râul Valea cu Apă este un curs de apă, afluent al râului Valea Brusturetului. 